# Катастрофа DHC-8 под Буффало
Катастрофа DHC-8 под Буффало — крупная авиационная катастрофа, произошедшая 12 февраля 2009 года. Авиалайнер De Havilland Canada DHC-8-402 Q400 авиакомпании Colgan Air выполнял ежедневный регулярный рейс CJC3407 по маршруту Ньюарк—Буффало (в рамках партнёрского соглашения с авиакомпанией Continental Airlines и под торговой маркой Continental Connection), но во время захода на посадку опрокинулся и рухнул на жилой дом в Клэренсе (пригород Буффало). В катастрофе погибли 50 человек — все 49 человек в самолёте (45 пассажиров и 4 члена экипажа) и 1 на земле, ещё 4 на земле получили ранения.

## Самолёт
De Havilland Canada DHC-8-402 Q400 (регистрационный номер N200WQ, серийный 4200) был выпущен в 2008 году (первый полёт совершил 15 февраля). 16 апреля того же года был передан авиакомпании Colgan Air. Оснащён двумя турбовинтовыми двигателями Pratt & Whitney Canada PW150A. На день катастрофы совершил 1809 циклов «взлёт-посадка» и налетал 1819 часов.

## Экипаж и пассажиры
Самолётом управлял опытный экипаж, состав которого был таким:
- Командир воздушного судна (КВС) — 47-летний Марвин Ренслоу (англ. Marvin Renslow). Опытный пилот, проработал в авиакомпании Colgan Air 4 года и 6 месяцев (с августа 2004 года). Управлял самолётами PA-28, PA-32, Cessna 172 и Beechcraft 1900D. В должности командира DHC-8 — с 18 ноября 2008 года. Налетал 3379 часов (свыше 1030 из них в качестве КВС), 111 из них на DHC-8.
- Второй пилот — 24-летняя Ребекка Л. Шоу (англ. Rebecca L. Shaw). Малоопытный пилот, проработала в авиакомпании Colgan Air 2 года и 6 месяцев (с августа 2006 года). Управляла самолётами PA-28, PA-32, PA-44, Cessna 152, Cessna 172, Diamond DA40, Beechcraft 23 и Beechcraft 1900. В должности второго пилота DHC-8 — с 16 марта 2008 года. Налетала 2244 часа, 774 из них на DHC-8[4].

В салоне самолёта работали две стюардессы:
- Матильда Куинтеро (англ. Matilda Quintero),
- Донна Приско (англ. Donna Prisco).

Кроме того, на борту находился ещё один пилот (КВС) авиакомпании Colgan Air — 28-летний Джозеф Дж. Зуффолетто (англ. Joseph J. Zuffoletto), который летел этим рейсом в качестве пассажира.
| Гражданство | Пассажиры | Экипаж | Всего |
| ----------- | --------- | ------ | ----- |
| США         | 42        | 4      | 46    |
| Канада      | 2         | 0      | 2     |
| Китай       | 1         | 0      | 1     |
| Израиль     | 1         | 0      | 1     |
| Всего       | 46        | 4      | 50    |

Среди пассажиров на борту самолёта находилась правозащитница и историк Элисон Де Форж.
Всего на борту самолёта находились 49 человек — 4 члена экипажа и 45 пассажиров.

## Катастрофа

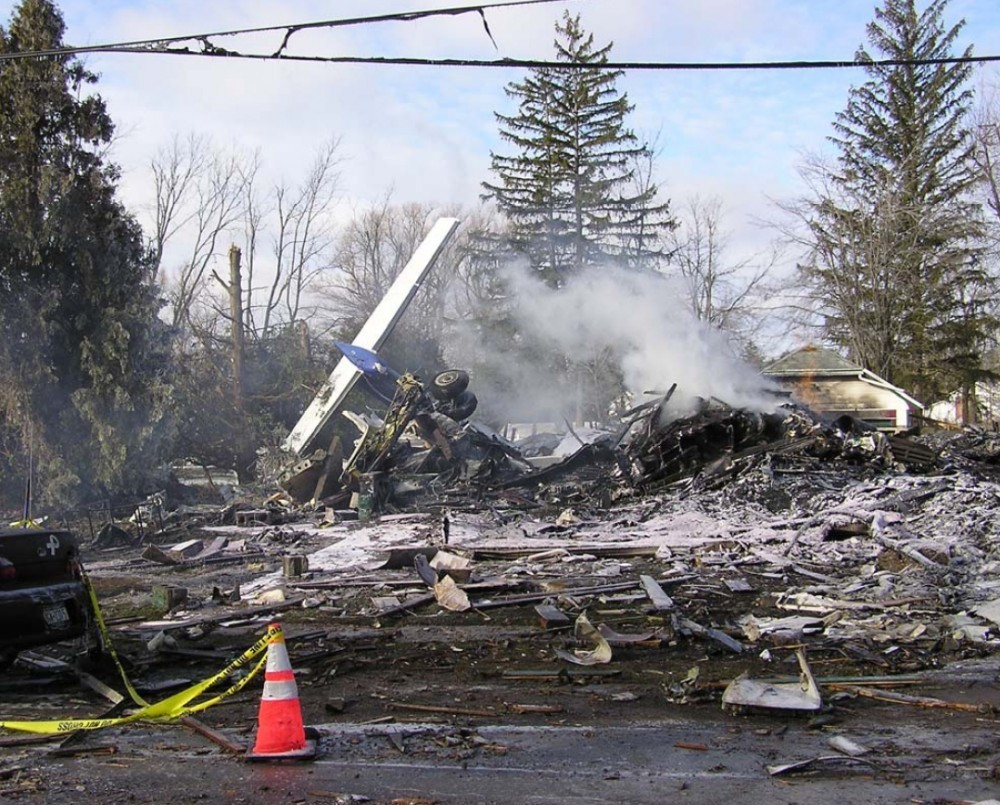
Обломки рейса 3407

Рейс CJC3407 вылетел из Ньюарка в 21:18 EST и взял курс на Буффало. В 22:16:28 при заходе на посадку в аэропорту Буффало на высоте 694 метра самолёт внезапно резко задрал нос вверх, опрокинулся на левое крыло, затем резко накренился вправо и чуть не свалился в штопор. Пилоты смогли его выровнять, но самолёт уже начал терять высоту. В 22:16:45 самолёт снова резко опрокинулся вправо и вошел в неуправляемое пикирование. Пилоты смогли вывести самолёт из пикирования, но было уже поздно.
В 22:16:53 рейс CJC3407 рухнул на жилой дом в Клэренсе (пригороде Буффало) в 10 километрах от аэропорта Буффало-Ниагара и полностью разрушился (относительно уцелела только хвостовая часть). Погибли 50 человек — все 49 человек на борту самолёта и 1 человек на земле. Также на земле пострадали ещё 4 человека; 2 из них находились непосредственно в доме, на который рухнул самолёт. Односемейный жилой дом был полностью разрушен, а из-за возникшего пожара жители 12 близлежащих домов были эвакуированы.
По данным службы УВД Буффало, пилоты не сообщали о каких-либо проблемах. После того, как диспетчер подхода передал рейс 3407 диспетчеру аэропорта, последний уже не смог с ним связаться. Во время посадки шёл небольшой снег с дождём, было туманно, скорость ветра составляла 7-8 м/сек.

## Реакция
- Президент России Дмитрий Медведев в телефонном звонке Бараку Обаме выразил свои соболезнования по поводу катастрофы[7].
- Хоккейный матч чемпионата НХЛ сезона 2008/2009 между «Buffalo Sabres» и «San Jose Sharks» начался с минуты молчания в память погибших в авиакатастрофе.

## Расследование
13 февраля 2009 года на место катастрофы отправились следователи Национального совета по безопасности на транспорте (NTSB).
Первоначальный анализ данных бортовых самописцев показал, что самолёт начал резко колебаться по крену и тангажу после выпуска шасси и посадочных закрылков. До этого момента полёт протекал нормально. Первоначально самолёт резко «задрал нос» — увеличил тангаж до 31°, затем «опустил нос вниз» — уменьшил тангаж до −45°. При этом он первоначально накренился влево на 46°, затем резко вправо до крена 105°, после чего рухнул на дом.
Ещё в декабре 2008 года NTSB выпустил предупреждение, рекомендующее пилотам в условиях сильного атмосферного обледенения управлять самолётами вручную. При ручном пилотировании пилот в состоянии своевременно ощутить неблагоприятные изменения в поведении самолёта, связанные с нарастанием льда. Когда самолётом управляет автопилот, он парирует эти изменения до тех пор, пока может, а затем, отключившись, оставляет пилотов в неожиданно сложной ситуации. Расшифровка бортовых самописцев показала, что полёт проходил в условиях умеренного обледенения, противообледенительная система была включена практически сразу после взлёта и работала весь полёт, управление лайнером осуществлял автопилот. Катастрофическая ситуация развилась очень быстро — от нормального полёта до падения на землю прошло всего 26 секунд.
Также расшифровка самописцев показала срабатывание устройства, предупреждающего о сваливании самолёта — оно толкает штурвал вперёд, чтобы лайнер опустил нос, тем самым увеличивая его скорость, необходимую для стабильного поддержания самолёта в воздухе. Но пилоты, зная о малой высоте полёта, могли скорректировать своими усилиями устройство антисваливания самолета, таким образом введя самолёт в сваливание или в штопор. Президент NTSB Уильям Восс (англ. William Voss) сказал, что самолёт находился в режиме глубокого сваливания.
25 марта NTSB опубликовало новую информацию по расследованию причин катастрофы рейса CJC3407. В ней было указано, что обледенение самолёта хоть и присутствовало, но сыграло минимальную роль в развитии ситуации. Основной причиной потери управления самолётом называют неадекватную реакцию экипажа на срабатывание сигнализации о приближающемся сваливании самолёта (механизм тряски штурвала). Вместо требуемой отдачи штурвала от себя было зафиксировано тянущее усилие в 11,3 килограмма. Это, собственно, и привело самолёт к выполнению восходящего манёвра, потере скорости, сваливанию и падению на землю.
Анализ крови второго пилота не выявил следов алкоголя, а в крови командира нашли лекарство, регулирующее кровяное давление (разрешённое к применению).
Центр расследования сфокусировался на анализе обучения обоих пилотов выходу из сваливания и других аспектов человеческого фактора.
11 мая 2009 года была опубликована новая информация. Причиной падения самолёта была названа неправильная реакция экипажа на срабатывание предупреждения о приближении к режиму сваливания (механизм тряски штурвала).
После того, как NTSB изучил биографии обоих пилотов рейса 3407, стало известно, что КВС неоднократно показывал плохие результаты при тренировках на авиатренажёре, а второй пилот была малоопытным специалистом (за 3 минуты до развития катастрофической ситуации (согласно данным речевого самописца) она сказала командиру, что никогда до этого не попадала в условия обледенения и очень напугана; реакция КВС в этот момент также была похожа на испуг). Кроме этого, выяснилось, что экипаж недостаточно отдохнул перед рейсом.
Окончательный отчёт расследования NTSB был опубликован 2 февраля 2010 года.

## Культурные аспекты
- Катастрофа рейса 3407 показана в 10 сезоне канадского документального телесериала Расследования авиакатастроф в серии Смертельно уставшие.
- Также она показана в американском документальном телесериале от «MSNBC» Почему разбиваются самолёты[англ.] (англ. Why Planes Crash) в серии Человеческая ошибка (англ. Human Error). При этом она указана как рейс Continental Connection-3407.
- Авиакатастрофа и её расследование продемонстрированы в 3-й серии 2-го сезона американского документального сериала Авиакатастрофы: Совершено секретно (англ. Aircrash: Confidential) от канала «Discovery Channel» под названием Усталый лётчик (англ. Pilot Fatigue).